# Seille (Moselle)
Seille (Moselle) é um rio localizado em Moselle, França.